# Джорджія Девіс
Джорджія Девіс (англ. Georgia Davies, 11 жовтня 1990) — британська плавчиня.
Учасниця Олімпійських Ігор 2012, 2016 років.
Призерка Чемпіонату світу з водних видів спорту 2019 року.
Чемпіонка Європи з водних видів спорту 2018 року, призерка 2014, 2016 років.
Призерка Чемпіонату Європи з плавання на короткій воді 2011, 2019 років.
Переможниця Ігор Співдружності 2014 року, призерка 2010, 2018 років.